# Batalla de La Chambaudière
La batalla de La Chambaudière va tenir lloc el 17 de juliol de 1794 durant la guerra de Vendée. Va acabar amb la victòria dels republicans que van capturar la ciutat de Legé, després van repel·lir un contraatac dels Vendéans.

## Preludi
El juliol de 1794, el general republicà Jean-Baptiste Huché va organitzar una expedició amb quatre columnes per prendre la ciutat de Legé. El 16 de juliol, tres columnes es van proposar atacar la ciutat: a l'oest la columna de l'ajudant general Aubertin, que sortia de Machecoul, i la columna de l'ajudant general Chadau, que sortia de Challans, van fer la seva cruïlla al camp de Fréligné, mentre que l'ajudant, la columna del general Levasseur arriba des del nord, del camp de La Rouillère. El mateix Huché vingué a posar-se al capdavant de la quarta columna, aleshores a les ordres del general Ferrand, i abandonà Montaigu el 17 de juliol per desplegar-se a Rocheservière. El mateix dia, les columnes d'Aubertin, Chadau i Levasseur van arribar a Legé.

## Forces presents
Segons l'informe del general Huché, l'exèrcit de la Vendée comptava amb una força de 3.000 homes. No obstant això, segons Lucas de La Championnière i Le Bouvier-Desmortiers, Charette només va comptar amb uns 1.500 combatents durant aquest enfrontament. Per a l'historiador Lionel Dumarcet, aquesta xifra sembla baixa, sobretot perquè la participació de Bertrand Poirier de Beauvais en aquest afer suggereix la presència d'un contingent d'angevins. Lucas de La Championnière també estima les forces republicanes en 4.000. Huché no indica el nombre de les seves tropes en el seu informe. Segons una carta del general Crouzat al general Vimeux, datada el 19 de juliol, la columna comandada per l'ajudant general Levasseur era de 400 homes. Per a Lionel Dumarcet, els republicans són probablement entre 3.000 i 4.000.

## Procés
A Legé, les columnes republicanes van trobar la resistència dels Vendéans, però van prendre el poble a les cinc del vespre. L'exèrcit de Charette va arribar una hora més tard per la carretera de Palluau i va trobar l'avantguarda republicana ja instal·lada a les altures de Chambaudière, al sud de Legé.
Encapçalada per Delaunay i Guérin, l'avantguarda de la Vendée es va llançar immediatament sobre les posicions republicanes. No obstant això, la intervenció d'uns quants genets va ser suficient per forçar els Vendéans enrere, i el seu atac va ser rebutjat.
Aleshores, Charette arriba amb la resta de les seves tropes per intentar un segon assalt. Tanmateix, la seva cavalleria, situada a la rereguarda del seu exèrcit, va haver de moure's per camins estrets, i no es va poder desplegar completament.
El gruix de les tropes republicanes també va deixar Legé per desplegar-se en ordre de batalla. Veient el seu nombre, els Vendeans van perdre el coratge i es van retirar sense gaire dany al boscatge, on els republicans no van gosar perseguir-los. La lluita va acabar a la nit i Charette es va retirar a La Roche-sur-Yon.
Des de Montaigu, Huché va marxar a la persecució dels Vendéans, però les seves tropes van cometre principalment massacres i incendis fins a Palluau. Segons el testimoni de Pierre Blanconnier, guia de la columna, més de 500 persones van ser assassinades "al camp i a les seves cases" El poble de La Bésilière, l'antiga seu de Charette, va ser incendiat i entre 50 i 60 homes i dones trobats allà van ser assassinats.

## Pèrdues
Segons l'informe de Huché, les pèrdues republicanes van ser dos oficials morts i 15 ferits, mentre que els "bandants" van deixar entre 60 i 80 homes al camp de batalla.
| « | M'afanyo a donar-vos el següent relat de l'expedició que acabo de fer contra els bandolers. El dia 16 es van posar en marxa quatre columnes, la primera comandada pel general Ferrand, sota les meves ordres, va sortir de Montaigu el dia 17 i va ocupar lloc a Roche-Servière. El segon, de la guarnició de Machecoul, comandada per l'ajudant general Aubertin, va anar a Fréligné el dia 16. El tercer, procedent de Challans, comandat per l'ajudant general Chadau, es va unir al de Machecoul a Fréligné. El quart, a les ordres de l'ajudant general Levasseur, sortint del camp de la Roullière, es va unir a Legé el dia 17 a les cinc del vespre, amb les dues columnes de Machecoul i Challans. El lloc de Legé, ocupat pels bandolers, fou portat per les columnes d'Aubertin i Chadau, i l'exèrcit de Charette, estimat en tres mil homes, infanteria i cavalleria, fou atacat a les sis del vespre, a un quart, d'una llegua de Legé, a l'esquerra de la carretera de Palluau; la lluita va durar fins a la nit, i els bandolers van ser derrotats, amb la pèrdua de seixanta a vuitanta homes que quedaven al camp de batalla. Vam perdre dos agents al nostre costat i vam tenir quinze ferits. | » |
| — Informe del general Jean-Baptiste Huché, 22 de juliol de 1794 a Nantes, al representant en missió Bô, | |   |

En les seves memòries, el líder de Vendée Lucas de La Championnière afirmava per la seva banda que les forces reialistes només deploraven la pèrdua d'«uns quants valents».
| «                                                        | Els republicans sortits de les Sables havien avançat fins a Legé. El senyor Charette, mal informat del seu nombre, va marxar contra ells amb unes quantes divisions: els seus llocs avançats es van situar en una alçada, anomenada La Chambodière; es van trencar com sempre per la impetuositat de l'avantguarda, però en aparèixer uns quants genets, el coratge de tots es va congelar i malgrat l'avantatge del terreny vam renunciar. El General al capdavant de l'exèrcit que encara no s'havia rendit va aconseguir aturar la derrota i es va fer un segon intent de tornar a l'enemic. Afortunadament per nosaltres, els republicans van marxar de Legé i van mostrar els seus dorsals, perquè si per un vol simulat ens havien deixat entrar al poble, els va ser fàcil envoltar-nos allí; eren quatre mil i amb prou feines teníem mil cinc-cents lluitadors. La nostra temeritat ens va costar poc, la nit ens va ajudar i ens vam quedar amb la pèrdua d'uns quants valents. Launay estava tan borratxo que va sortir trontollant del seu cavall; va avançar com un hússar per burlar l'enemic: una bala li va passar pel pit, la seva ferida semblava mortal: tanmateix es va curar en molt poc temps. | » |
| — Memòries de Pierre-Suzanne Lucas de La Championnière., | |   |

Bertrand Poirier de Beauvais també va escriure que «aquesta batalla perduda ens va costar a poca gent».
| «                                            | Les tropes republicanes, doncs, ens van deixar bastant sols després de la sortida de Turreau, sobretot a l'exèrcit d'Anjou i al del Centre. Charette, com que estava a prop de diferents vies de comunicació d'un lloc enemic a un altre, va tenir per ell mateix o els seus divisions una sèrie de petites batalles, la majoria de les quals van ser al seu avantatge. Hi havia un negoci a Légé, que Charette va perdre per culpa de dos oficials de divisió. Hi havia hagut escaramusses durant tot el dia del 17 de juliol, i al vespre, a les sis, l'exèrcit, en trobar-se a poca distància dels republicans, els va marxar. Delaunay i Guérin, enduts per un coratge bullint, van abandonar l'avantguarda que lideraven i es van precipitar cap endavant en dues llançadores col·locades prop d'un molí de vent, en un turó. Les estrelles es pleguen i es recolzen. L'avantguarda reialista segueix l'exemple que li donen els dos líders de la divisió i es precipita al combat. Vaig estar en aquesta avantguarda al costat de du Chesnier; El deixo i vaig amb Charette, que estava al cos de batalla, per anunciar-li que la seva avantguarda està en combat: la seva cavalleria es troba immediatament darrere en un camí buit i estret, i el centre només pot arribar per aquest obstruït camí, vaig témer un retard perjudicial i vaig venir a avisar-lo perquè se n'adonés. Charette dobla el seu ritme amb els més àgils del seu centre, que prenen els costats de la carretera; quan som a prop del primer molí de vent, trobem l'avantguarda lluitant, lluitant amb intrepidesa; fins i tot tenia algun avantatge, però començava a deixar d'avançar. La gent que va venir amb Charette va donar nova activitat a la lluita. Per jutjar millor tot l'afer, vaig avançar pel camí més enllà del molí; anava cap avall, fet que em va permetre veure tots els moviments de l'enemic. No feia gaire temps que hi anava quan vaig veure a la meva dreta un cert nombre de genets republicans que venien al galop cap a la carretera principal per carregar-nos. Aquests genets amb prou feines s'havien acostat al camí quan els nostres soldats, dispersos i pocs, van començar a rendir-se; els que estaven darrere, en comptes d'aturar-los, igual. Aleshores els vaig haver de seguir. Ens vam unir amb el cos principal per tornar a l'enemic i vam retrocedir; però la seva cavalleria fent la mateixa maniobra, ho reeixí com l'anterior. Jo havia dit a Charette, després de la primera càrrega, que hauria d'enviar escaramusses per recolzar-nos fora de la carretera i disparar a una bona distància contra la cavalleria republicana quan tornés a nosaltres. Si Charette hagués seguit aquest camí, crec que la victòria hauria estat per a nosaltres; la cavalleria no essent molt nombrosa. Aquesta batalla perduda ens va costar pocs homes, perquè en sortir de la carretera principal vam trobar el boscatge, on l'enemic no gosava perseguir-nos. Delaunay va ser castigat per la seva temeritat en rebre una bala a través del cos; malgrat això, un mes després anava a cavall. Guérin no va resultar ferit. Això és justícia que s'ha de fer a l'exèrcit de Charette: va lluitar molt bé, l'exemple li van donar els seus oficials, i tots junts van confiar en el seu líder i li van ser perfectament submisos. | » |
| — Memòries de Bertrand Poirier de Beauvais., | |   |

El líder de la Vendée Delaunay va ser ferit per una bala al pit mentre, totalment borratxo «com un hússar». segons Lucas de La Championnière, es mofava de les tropes republicanes Tanmateix, es va recuperar al cap d'un mes. Davy-Desnaurois, segon major de l'exèrcit, va resultar greument ferit i ja no va participar activament en els combats.